# Rogóźnia (województwo podkarpackie)
Rogóźnia (do 2010 Rogoźnia) – wieś w Polsce położona w województwie podkarpackim, w powiecie niżańskim, w gminie Harasiuki.
W latach 1975–1998 miejscowość położona była w województwie tarnobrzeskim.
Wieś jest sołectwem w gminie Harasiuki. 
Wierni Kościoła rzymskokatolickiego należą do parafii Miłosierdzia Bożego w Harasiukach.